# Ga Trà Kiệu
Ga Trà Kiệu là một nhà ga xe lửa tại xã Duy Sơn, huyện Duy Xuyên, tỉnh Quảng Nam. Nhà ga là một điểm trên tuyến đường sắt Bắc Nam tiếp nối sau ga Nông Sơn và trước ga Phú Cang. 
Ga Trà Kiệu cách ga Đà Nẵng 33 km về phía bắc và cách ga Tam Kỳ 40 km về phía nam. Lý trình ga: Km 824 + 770.